# Alder Gulch
Koordinaten: 45° 20′ 0″ N, 112° 5′ 0″ W

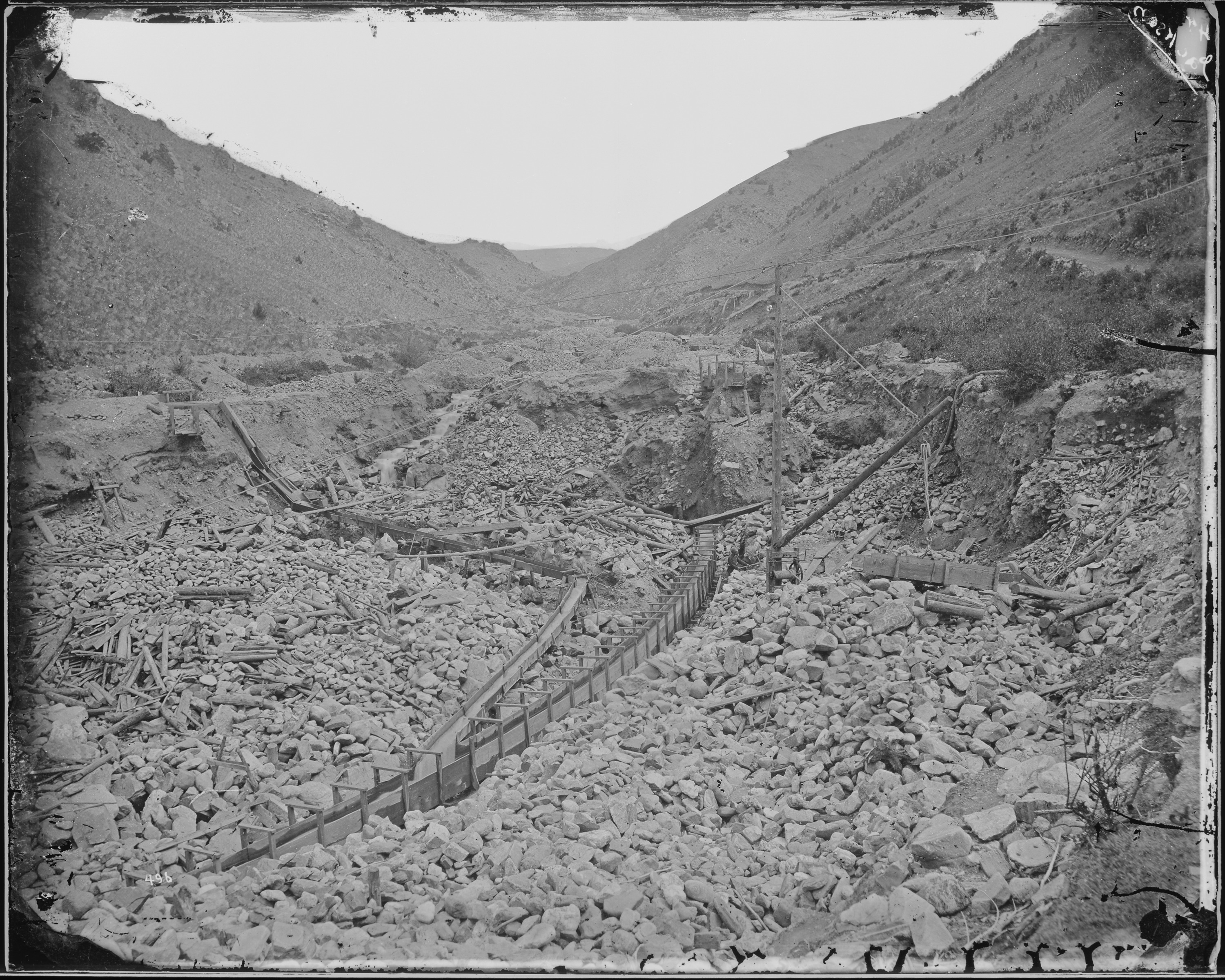
Alder Gulch nahe Virginia City

Alder Gulch (auch Alder Creek genannt) ist ein Ort im Tal des Ruby River im Madison County (Montana) im US-Bundesstaat Montana, wo am 26. Mai 1863 Gold entdeckt wurde, und zwar von William Fairweather und einer Gruppe von Männern, darunter Barney Hughes, Thomas Cover, Henry Rodgers, Henry Edgar und Bill Sweeney, die zu den Goldfeldern von Grasshopper Creek, Bannack (Montana), zurückkehrten. Sie waren von Bannack aus auf dem Weg ins Yellowstone-Land (heute Yellowstone County), wurden aber von Crow-Indianern überfallen. Nachdem sie aus den Jagdgründen der Crow vertrieben worden waren, überquerten sie den East Slope der Tobacco Root Mountains in den nördlichen Rocky Mountains zwischen dem Jefferson River und dem Madison River und schlugen ihr Nachtlager im Elk Park auf, wo William Bill Fairweather und Henry Edgar Gold entdeckten, während der Rest der Gruppe auf der Jagd nach Fleisch war. Die Gruppe von Bergarbeitern erklärte sich bereit, den neuen Fund geheim zu halten und kehrte zur Versorgung in die Stadt Bannack zurück. Der neue Goldfund wurde jedoch bekannt, und die Bergleute folgten der Fairweather-Gruppe aus der Stadt. Die Gruppe machte einen Zwischenstopp am Point of Rocks, auf halbem Weg zwischen Bannack und Alder Gulch und gründeten bei einem Treffen der Bergleute den Fairweather Mining District. Es wurde vereinbart, dass die Entdecker Anspruch auf zwei Claims bei erster Wahl hatten.
Der erste Massenansturm der Bergleute erreichte Alder Gulch am 6. Juni 1863 und die Bevölkerung schwoll in weniger als 3 Monaten auf über 10.000 Menschen an. Die Fourteen Mile City erstreckte sich über die gesamte Länge der Schlucht und umfasste die Städte Junction City, Adobe Town, Nevada City, Central City, Virginia City, Bear Town, Highland, Pine Grove French Town, Hungry Hollow und Summit. Nach ihrer Ankunft lebten die Bergleute in Wickiups, Unterständen und unter überhängenden Felsen, bis Hütten gebaut werden konnten. Das erste in Virginia City errichtete Gebäude war die Mecanical Bakery (deutsch: Mechanische Bäckerei). Virginia City und Nevada City waren während des Höhepunktes des Goldrausches im Alder Gulch die Zentren des Handels. Im ersten Jahr lebten in dem Gebiet über 10.000 Menschen. Das Montana-Territorium wurde am 28. Mai 1864 gegründet und die erste territoriale Hauptstadt war Bannack. Die Hauptstadt zog 1865 dann nach Virginia City, wo sie bis 1875 blieb, als Helena die neue Hauptstadt wurde. Die Grabungen im Alder Gulch waren die ergiebigsten Vorkommen an Goldseifen, die je entdeckt wurden und innerhalb von drei Jahren wurde Gold im Wert von 30.000.000 Dollar gefördert, wovon bereits Gold im Wert von 10.000.000 Dollar auf das erste Jahr fielen.
Heutzutage, außer im Sommer, sind die Straßen von Virginia City normalerweise ruhig, und relativ wenige Besucher finden den Weg zu dem 16 Tonnen schweren Granitmonument, das den Ort dieser unglaublichen Entdeckung vom 26. Mai 1863 markiert.
Alder Gulch ist nach den Erlenbüschen benannt, die entlang des Baches wuchsen.